# Pietro Sitta
Pietro Sitta (Quacchio, 2 novembre 1866 – Ferrara, 10 agosto 1947) è stato un politico ed economista italiano, senatore del Regno dal 1924.

## Biografia
Figlio di possidenti, si diplomò alla scuola superiore di commercio di Venezia ed ottenne nel 1896 la libera docenza in economia politica all'università di Padova. Nel 1902 divenne professore ordinario di economia politica all'università di Ferrara e rettore della stessa dal 1909 al 1913, dal 1916 al 1920 ed infine, dal 1922 al 1938. Fu direttore centrale del credito italiano (1913) e vicepresidente della Federazione per la navigazione interna dell'alta Italia. Fu inoltre membro della deputazione ferrarese di storia patria, della Società di economia politica, dell'Istituto internazionale di sociologia di Parigi, dell'Accademia dei Georgofili di Firenze e dell'Istituto centrale di statistica.
Svolse incarichi governativi come Sottosegretario di Stato al Ministero dell'agricoltura nel governo presieduto da Vittorio Emanuele Orlando (19 gennaio - 23 giugno 1919); Sottosegretario di Stato per la Marina mercantile, i combustibili e l'aeronautica civile al Ministero dell'industria e commercio nel V governo Giolitti (16 giugno 1920 - 4 luglio 1921). Venne nominato senatore del Regno d'Italia il 18 settembre 1924.
Deferito all'Alta Corte di Giustizia per le Sanzioni contro il Fascismo con le imputazioni di 	"Presidenti di uffici e commissioni legislative dopo il 3 gennaio 1925" e "Senatori ritenuti responsabili di aver mantenuto il fascismo e resa possibile la guerra sia coi loro voti, sia con azioni individuali, tra cui la propaganda esercitata fuori e dentro il Senato", fu dichiarato decaduto dalla carica nell'agosto 1945. L'8 luglio 1948 le sezioni unite civili della Cassazione emisero una sentenza di cassazione della decadenza.
Morì a Ferrara il 10 agosto del 1947.

## Opere
- P. Sitta, Saggio sulle istituzioni finanziarie del ducato estense nei secoli 15. e 16, Ferrara, Premiata Tipografia Sociale, 1891;
- P. Sitta, Le migrazioni interne: saggio di statistica applicata, Genova, Tip. del R. Istituto Sordomuti, 1893;
- P. Sitta, Le finanze estensi: saggio di storia economica, Ferrara, Premiata Tipografia Sociale, 1895;
- P. Sitta, Le Università delle Arti a Ferrara: dal secolo 12. al secolo 18, Ferrara, Tipografia Sociale, 1896;
- P. Sitta, Il Monte di Pietà di Ferrara nel decennio 1888-97: statistica delle operazioni di pegno ed esame comparato dei bilanci, Bologna, Zamorani e Albertazzi, 1899;
- P. Sitta, 7 bis: Credito fondiario e credito agrario in Italia, Roma, Tipografia dell'unione cooperativa, 1900;
- P. Sitta, La canapa nell'agricoltura, nell'industria e nel commercio, Roma, Provveditorato generale dello stato, 1928;